# بويد ميلسون
بويد ميلسون (بالإنجليزية: Boyd Melson)‏ مواليد 16 أكتوبر 1981 في وايت بلينس، هو ملاكم محترف أمريكي يصنف ضمن فئة وزن خفيف المتوسط. حقق الميدالية الذهبية في بطولة العالم العسكرية للملاكمة 2004.

## روابط خارجية
- بويد ميلسون على موقع بوكس ريك (الإنجليزية) (registration required)